# Moineville
Moineville – miejscowość i gmina we Francji, w regionie Grand Est, w departamencie Meurthe i Mozela.
Według danych na rok 1990 gminę zamieszkiwały 864 osoby, a gęstość zaludnienia wynosiła 106 osób/km² (wśród 2335 gmin Lotaryngii Moineville plasuje się na 408. miejscu pod względem liczby ludności, natomiast pod względem powierzchni na miejscu 736.).